# Музей Мармоттан-Моне
Музей Мармоттан-Моне (фр. Musée Marmottan Monet) — музей изобразительных искусств в XVI округе Парижа. В коллекции находится более трёхсот полотен импрессионистов и постимпрессионистов, работы Клода Моне, Берты Моризо, Эдгара Дега, Эдуара Мане, Альфреда Сислея, Камиля Писсарро, Поля Гогена, Поля Синьяка и Пьера Огюста Ренуара. Кроме того, там находятся иллюминированные рукописи, произведения искусства эпохи Наполеона, а также итальянская и фламандская живопись.
Ближайшая станция метро — Ля-Мюэт.

## История
Первоначально это был охотничий домик герцога Вальми на краю Булонского леса, который в 1882 году приобрёл Жюль Мармоттан, после оставив его своему сыну. Поль Мармоттан, интересовавшийся эпохой Наполеона, расширил коллекцию отца, добавив в неё картины и мебель. Мармоттан завещал произведения искусства и дом Академии художеств, которая в 1934 году открыла в нём музей.
Первоначально экспозиция состояла из предметов Первой Империи, но вскоре изменилась благодаря двум крупным пожертвованиям. В 1957 году Викторина Доноп де Мончи отдала музею значительную коллекцию работ импрессионистов, принадлежавшую её отцу, доктору Жоржу де Беллио, одному из первых их сторонников. В 1966 году второй сын Клода Моне, Мишель Моне, завещал коллекцию работ своего отца, тем самым создав крупнейшую в мире музейную коллекцию картин Моне.

## Галерея

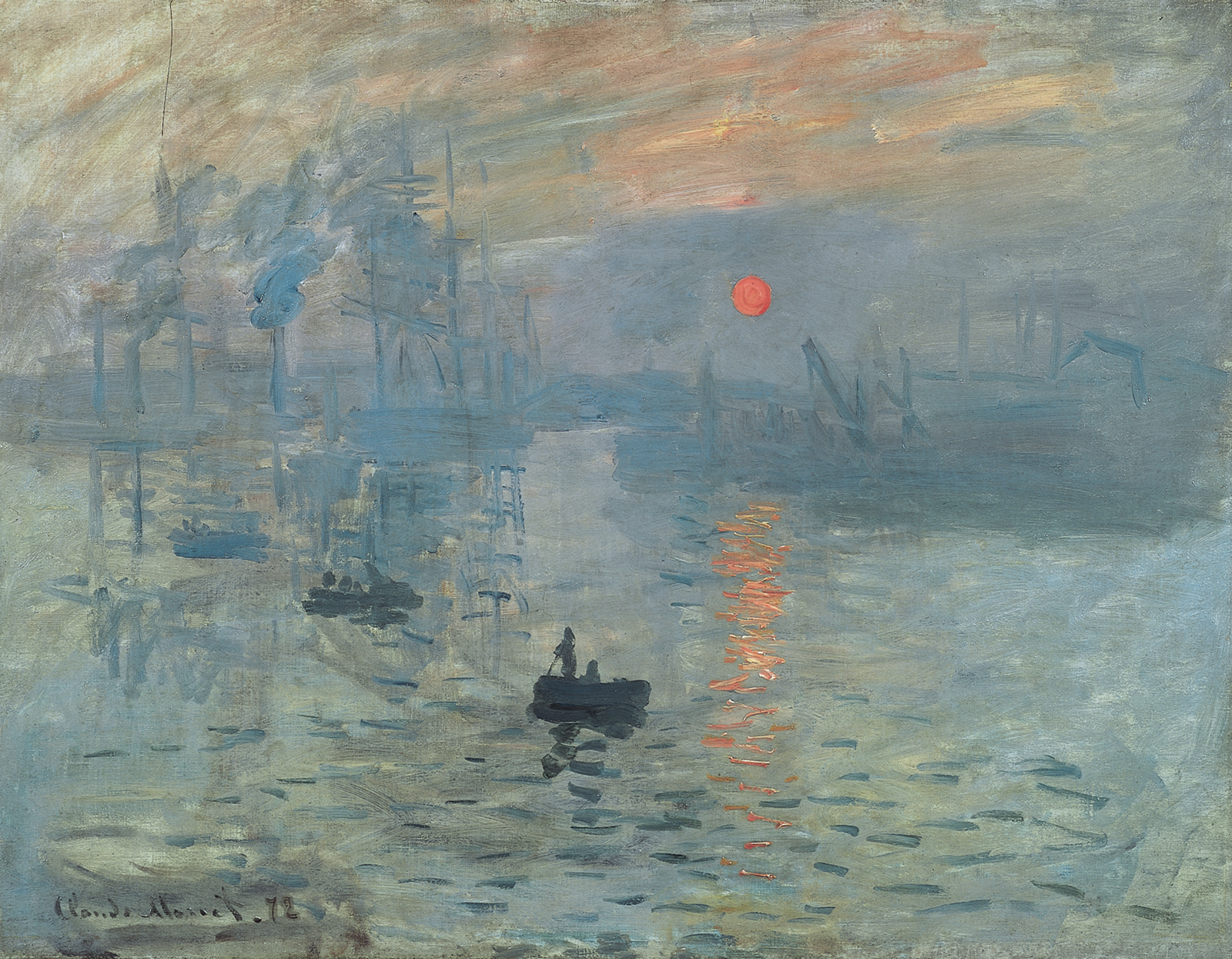
Клод Моне. Впечатление. Восходящее солнце
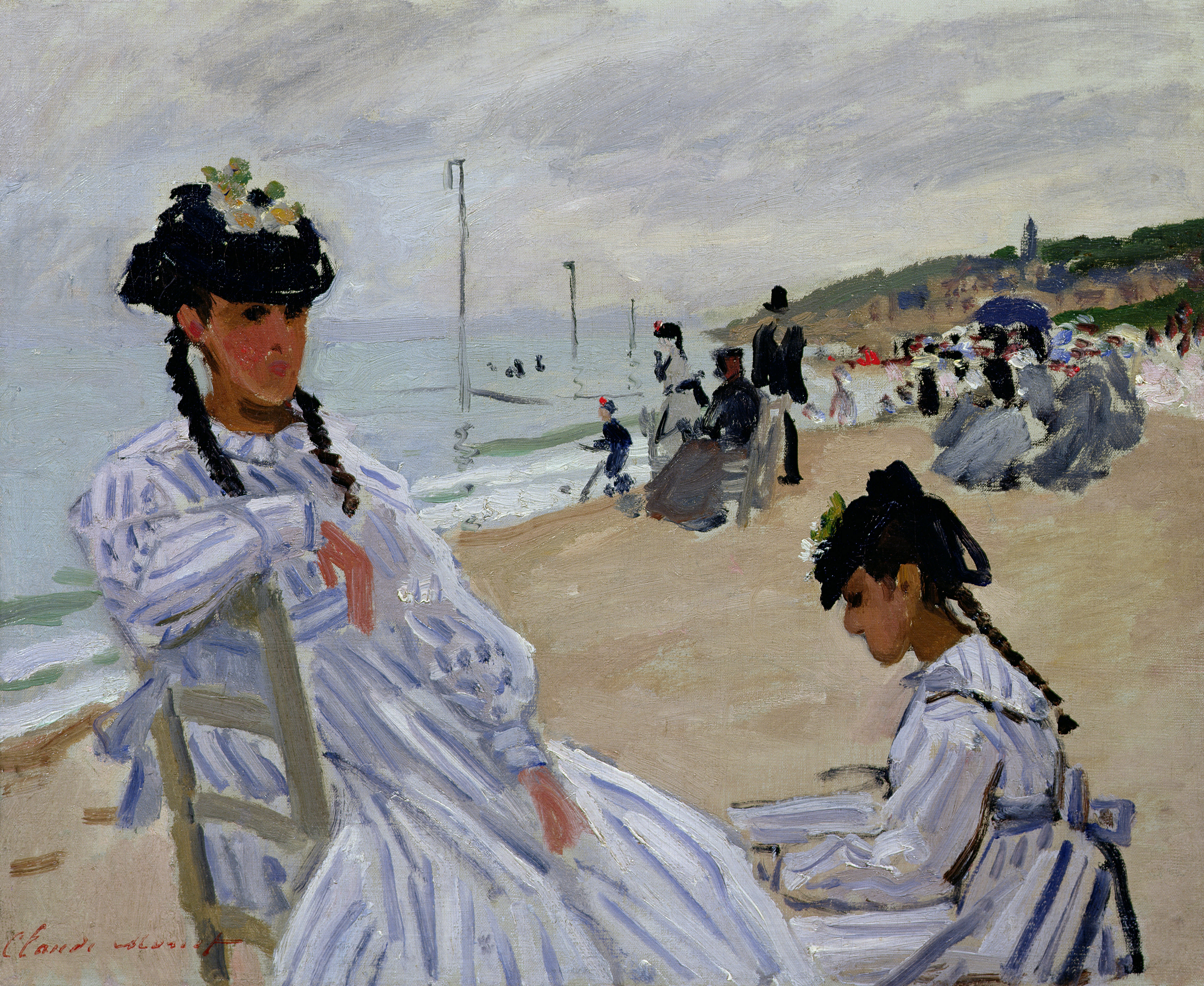
Клод Моне. Sur la plage à Trouville
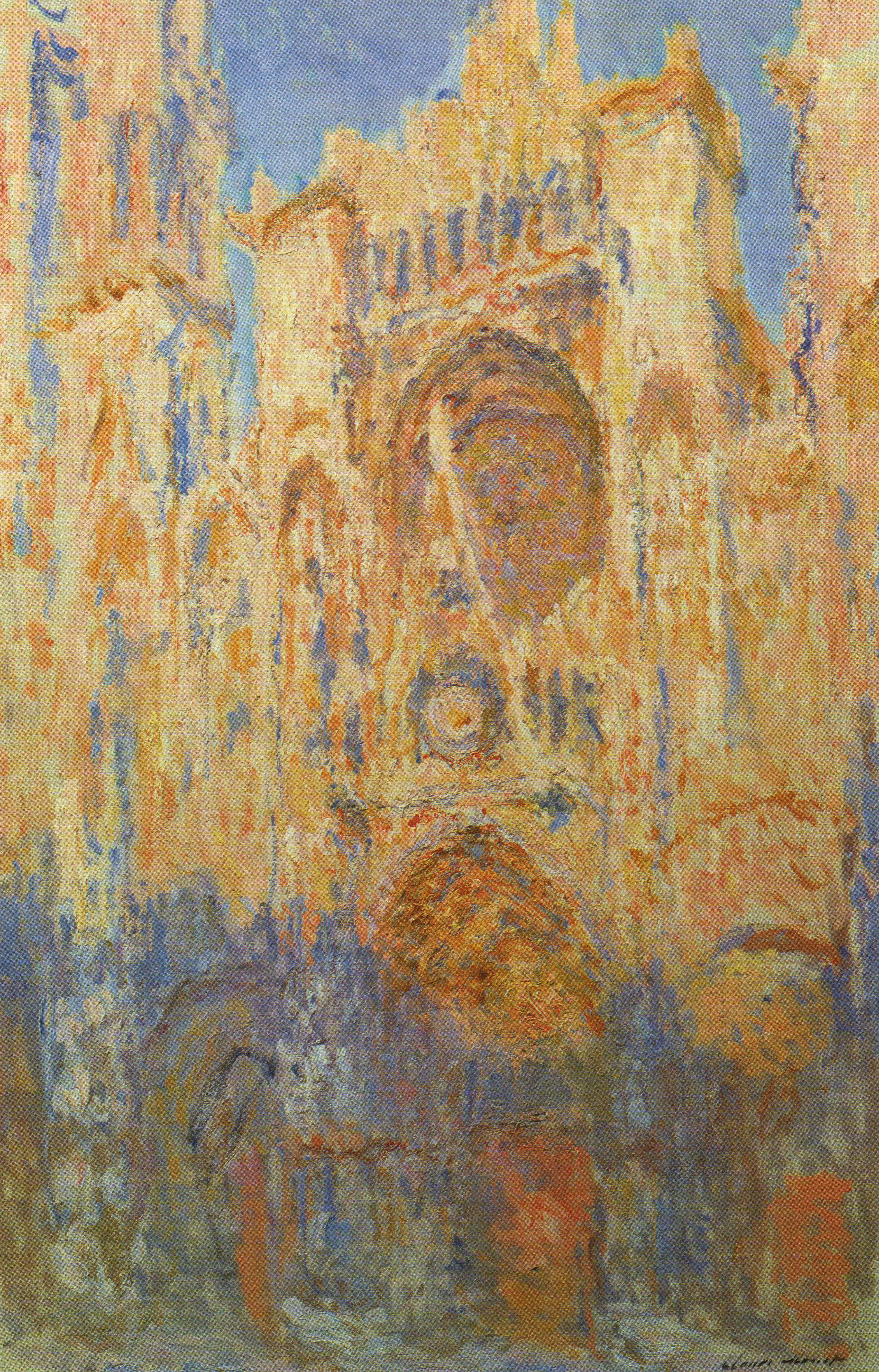
Клод Моне. Руанский собор, фасад (закат)
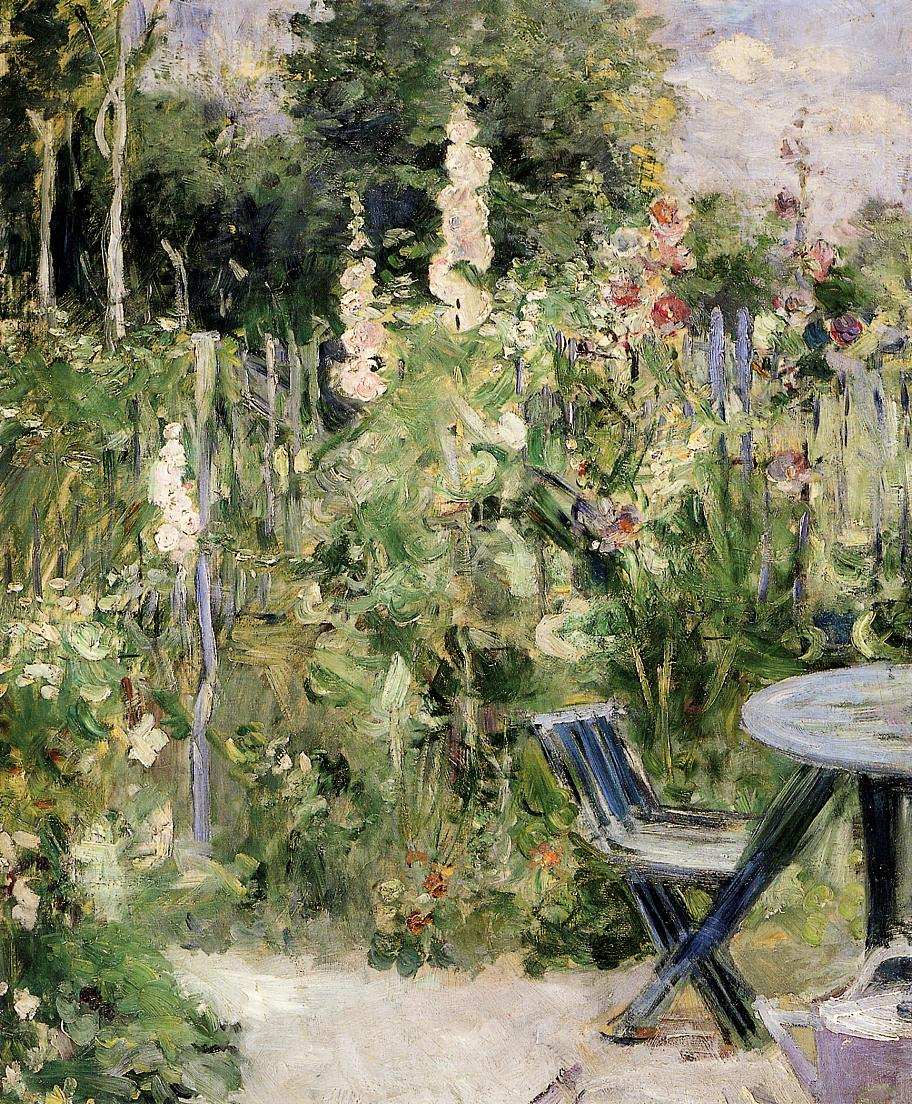
Берта Моризо. Rose Trémière
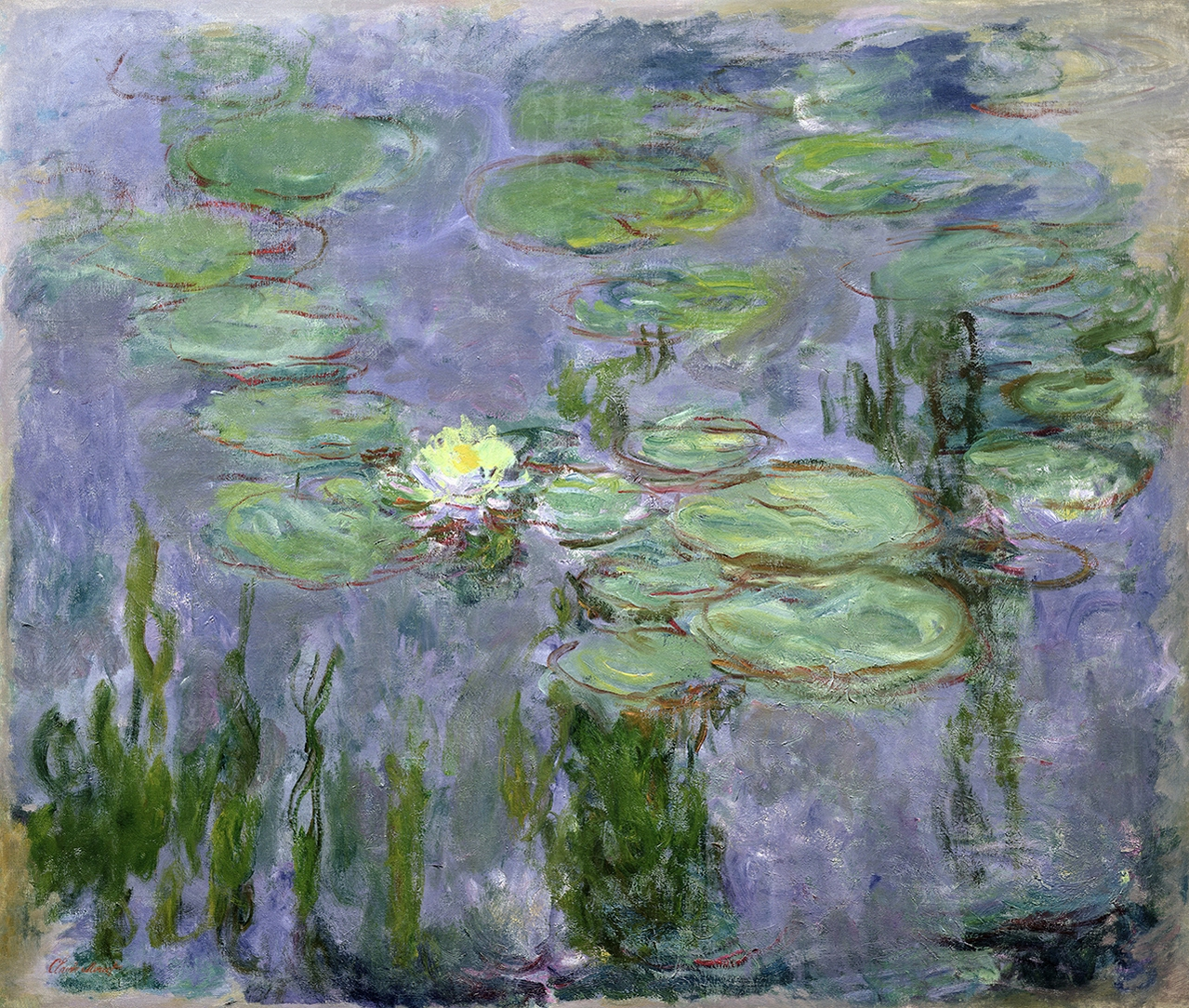
Клод Моне. Nymphéas
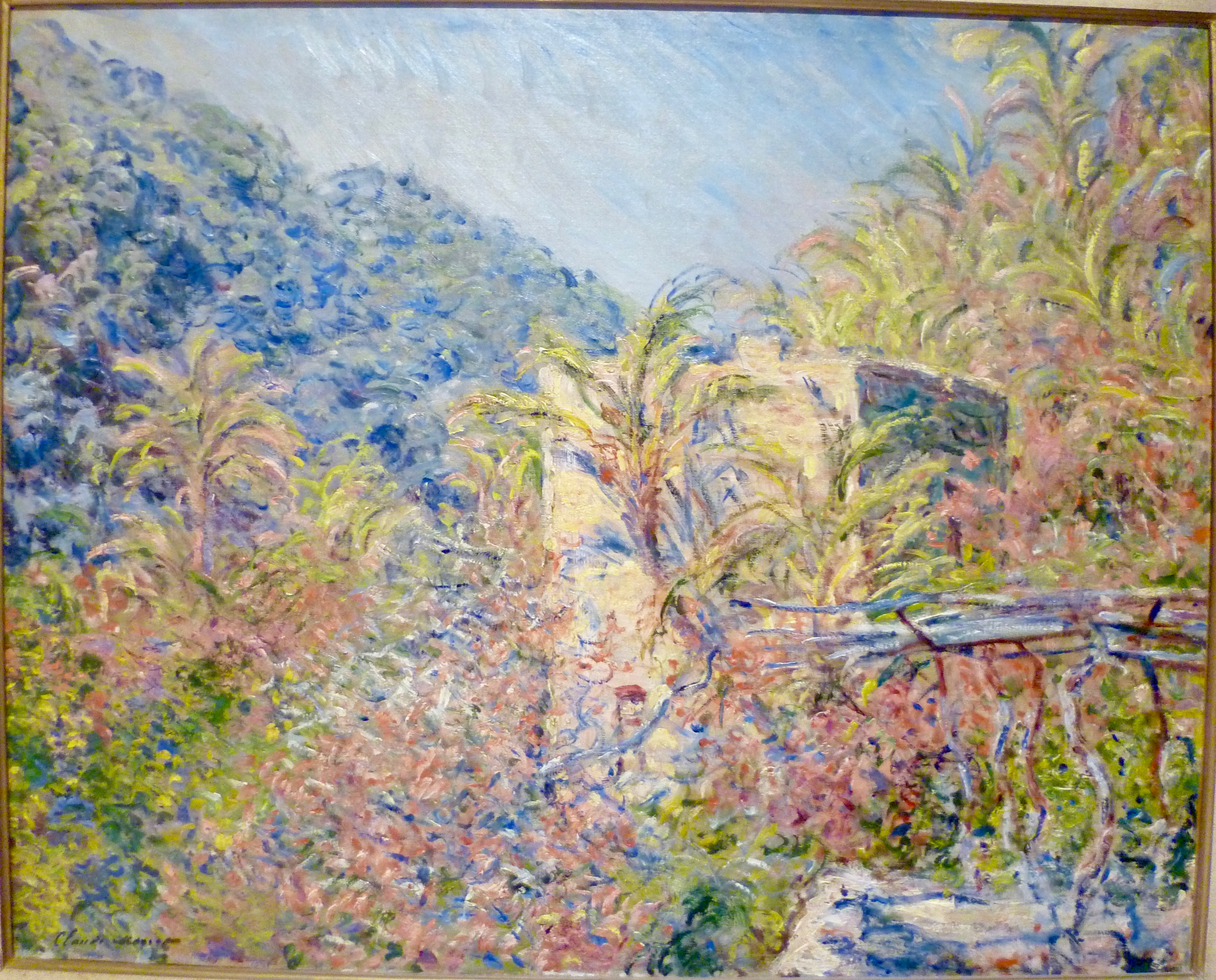
Клод Моне. Vallée de Sasso. Effet de soleil